# 341.º Batallón Antiaéreo de Fortaleza de Reserva
El 341.º Batallón Antiaéreo de Fortaleza de Reserva (341. Reserve-Festungs-Flak-Abteilung (v)) fue una unidad de la Luftwaffe durante la Segunda Guerra Mundial.

## Historia
Fue formado el 26 de agosto de 1939 en Landau, con componentes del 34.º Batallón Antiaérea de Fortaleza, con 7 baterías (1. - 4., 6. - 8.).
Fue disuelto en julio de 1941:
- Grupo de Plana Mayor/ 341.º Batallón de Reserva de Fortificación pasó a Grupo de Plana Mayor/497.º Batallón Antiaéreo de Reserva
- 1.º Bat./341.º Batallón Antiaéreo de Fortaleza de Reserva pasó a 1.º Bat./396.º Batallón Antiaéreo de Fortaleza de Reserva
- 2.º Bat./341.º Batallón Antiaéreo de Fortaleza de Reserva pasóa 2.º Bat./396.º Batallón Antiaéreo de Fortaleza de Reserva
- 3.º Bat./341.º Batallón Antiaéreo de Fortaleza de Reserva pasó a 3.º Bat./392.º Batallón Antiaéreo de Fortaleza de Reserva
- 4.º Bat./341.º Batallón Antiaéreo de Fortaleza de Reserva pasó a 4.º Bat./395.º Batallón Antiaéreo de Fortaleza de Reserva
- 6.º Bat./341.º Batallón Antiaéreo de Fortaleza de Reserva pasó a 4.º Bat./495.º Batallón Antiaéreo de Fortaleza de Reserva
- 7.º Bat./341.º Batallón Antiaéreo de Fortaleza de Reserva pasó a 4.º Bat./167.º Batallón Antiaéreo de Fortaleza de Reserva
- 8.º Bat./341.º Batallón Antiaéreo de Fortaleza de Reserva pasó a 1.º Bat./755.º Batallón Antiaéreo Ligero

## Servicios
- 1939 – 1940: en el área de Landau.
- 1940 – 1941: en Bélgica y Francia.
- agosto de 1940: en Dinard.